# Свиное (озеро)
Свино́е — крупное озеро в Плесецком районе Архангельской области (бассейн реки Онега). Относится к Двинско-Печорскому бассейновому округу. Площадь озера — 17,6 км², площадь водосбора — 4420 км². Выделяется приток Поча. Озеро Свиное соединяется с озером Долгое. Высота над уровнем моря — 85,3.
В основании узкой косы, отделявшей северный берег Свиного озера от текущей параллельно берегу озера реки находится неолитическая стоянка культуры Сперрингс Усть-Поча 2.